# 福勒维尔 (索姆省)
福勒维尔（法語：Folleville，法語發音：[fɔlvil]）是法国上法蘭西大區索姆省的一个市镇，属于蒙迪迪耶区。

## 地理
福勒维尔（49°40'35"N, 2°21'55"E）面积6.09 平方千米，位于法国上法蘭西大區索姆省，该省份为法国北部沿海省份，北起加来海峡省和北部省，西接滨海塞纳省和大西洋英吉利海峡，南至瓦兹省，东临埃纳省。
与福勒维尔接壤的市镇（或旧市镇、城区）包括：拉法卢瓦斯、帕亚尔、鲁夫鲁瓦莱梅尔勒、埃斯克兰维莱尔、基里勒塞克。
福勒维尔的时区为UTC+01:00、UTC+02:00（夏令时）。

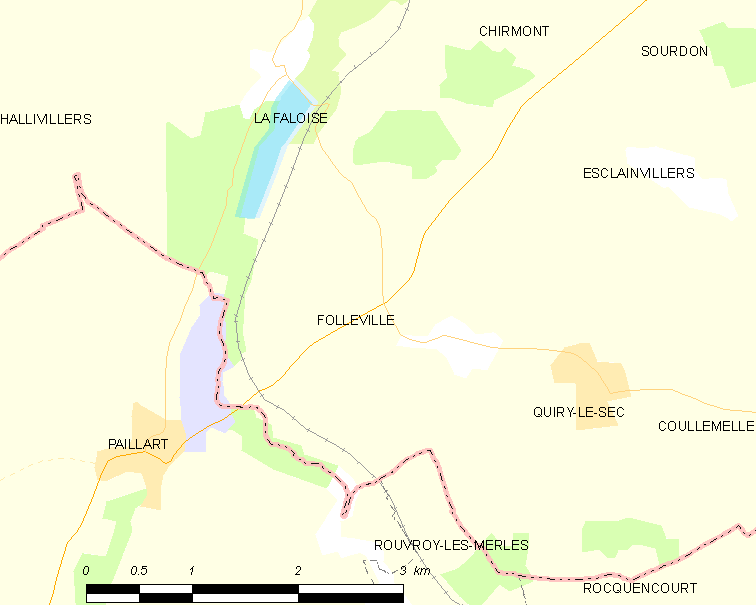
福勒维尔的OSM定位图

## 行政
福勒维尔的邮政编码为80250，INSEE市镇编码为80321。

## 政治
福勒维尔所属的省级选区为努瓦河畔阿伊县。

## 人口

1962-2008年间福勒维尔人口变化图示

福勒维尔于2022年1月1日时的人口数量为142人。